# Józef Sobiecki
Józef Sobiecki (ur. 31 sierpnia 1935 w Warszawie, zm. 12 maja 2018 tamże) – polski dziennikarz, popularyzator i dokumentalista kultury ludowej Mazowsza, redaktor audycji „Głos Mazowsza, Kurpi i Podlasia” emitowanej przez Polskie Radio.

## Życiorys
Syn Karola i Stanisławy z Rutkowskich Sobieckich. Dzieciństwo spędził na Czerniakowie, gdzie sąsiadował ze Stanisławem Grzesiukiem. W czasie okupacji niemieckiej poznał warszawskie piosenki, a kulturę ludową po powstaniu warszawskim, kiedy trafił w Opoczyńskie.
Ukończył szkołę podstawową i liceum w Otwocku. Studiował na Wydziale Dziennikarstwa Uniwersytetu Warszawskiego. Najpierw pracował jako instruktor Zarządu Powiatowego Związku Młodzieży Polskiej w Otwocku (1953–1955), a następnie jako instruktor w Komitecie Wojewódzkim PZPR w Warszawie (1961–1968). W Polskim Radio rozpoczął pracę w 1968 jako kierownik audycji „Głos Mazowsza, Kurpi i Podlasia”, którą prowadził do 1975. Zgromadził bogate archiwum nagrań muzyki i pieśni ludowych, najwięcej z Kurpi Zielonych. Prezentował sylwetki twórców i twórczyń z Oddziału Kurpiowskiego Stowarzyszenia Twórców Ludowych. Relacjonował i dokumentował „Miodobranie Kurpiowskie” w Myszyńcu, „Palmę Kurpiowską” w Łysych, „Wesele Kurpiowskie” w Kadzidle, warsztaty „Ginące zawody” w Zagrodzie Kurpiowskiej w Kadzidle oraz inne wydarzenia kulturalne w regionie. Część archiwum przekazał Zarządowi Głównemu Związku Kurpiów. Jego archiwum nagrań i audycji o artystach, artystkach i zespołach regionalnych, o badaczach i badaczkach kultury ludowej oraz o wydarzeniach kulturalnych przechodzi proces cyfryzacji i opracowania i w celu emisji w „Radiu dla Ciebie”. Z tą rozgłośnią był związany od momentu jej powstania w 1976 do 2003, kiedy przeszedł na emeryturę. Nadal jednak pracował w RDC. W latach 19831991 został oddelegowany przez Polskie Radio do pracy jako spiker polskiej redakcji Radia Moskwa.
Publikował w prasie regionalnej i ogólnopolskiej. Spisał wspomnienia z pracy na Kurpiach – książkę Dźwiękowe ścieżki pamięci wyróżnił specjalną nagrodą Związek Kurpiów. Planowane jest wydanie jego wspomnień z pracy w innych regionach Mazowsza oraz Podlasia Nadbużańskiego.
Otrzymał liczne nagrody i wyróżnienia:
- Odznaka „Zasłużony Działacz Kultury”
- Odznaka honorowa „Za zasługi dla Kultury Polskiej”
- Krzyż Kawaleryjski Orderu Odrodzenia Polski
- Złoty Krzyż Zasługi
- Odznaka „Zasłużony dla województwa warszawskiego”
- Odznaka „Zasłużony dla województwa ostrołęckiego”
- Odznaka „Zasłużony dla województwa ciechanowskiego”
- Medal J. Godlewskiego
- Nagroda „Kurpik” przyznawana przez Prezesa Związku Kurpiów w kategorii Promowanie regionu[4]
- Medal X-lecia Związku Kurpiów „Za zasługi dla regionu kurpiowskiego”[1]
- tytuł „Honorowego Obywatela Gminy Kadzidło” (2014)[5]
- Nagrodę Kolberga (1984)[3].